# Рино (Франция)
Рино (фр. Rhinau) — коммуна на северо-востоке Франции в регионе Гранд-Эст (бывший Эльзас — Шампань — Арденны — Лотарингия), департамент Нижний Рейн, округ Селеста-Эрстен, кантон Эрстен. До марта 2015 года коммуна административно входила в состав упразднённого кантона Бенфельд (округ Селеста-Эрстен).
Площадь коммуны — 17,35 км², население — 2580 человек (2006) с тенденцией к росту: 2756 человек (2013), плотность населения — 158,9 чел/км².

## Население
Население коммуны в 2011 году составляло 2693 человека, в 2012 году — 2689 человек, а в 2013-м — 2756 человек.
| 1962 | 1968 | 1975 | 1982 | 1990 | 1999 | 2006 | 2008 | 2011 | 2012 | 2013 |
| ---- | ---- | ---- | ---- | ---- | ---- | ---- | ---- | ---- | ---- | ---- |
| 1681 | 1770 | 2216 | 2331 | 2286 | 2348 | 2580 | 2653 | 2693 | 2689 | 2756 |

Динамика населения:

## Экономика
В 2010 году из 1722 человек трудоспособного возраста (от 15 до 64 лет) 1290 были экономически активными, 432 — неактивными (показатель активности 74,9 %, в 1999 году — 73,1 %). Из 1290 активных трудоспособных жителей работали 1164 человека (625 мужчин и 539 женщин), 126 числились безработными (57 мужчин и 69 женщин). Среди 432 трудоспособных неактивных граждан 137 были учениками либо студентами, 169 — пенсионерами, а ещё 126 — были неактивны в силу других причин.

## Достопримечательности (фотогалерея)

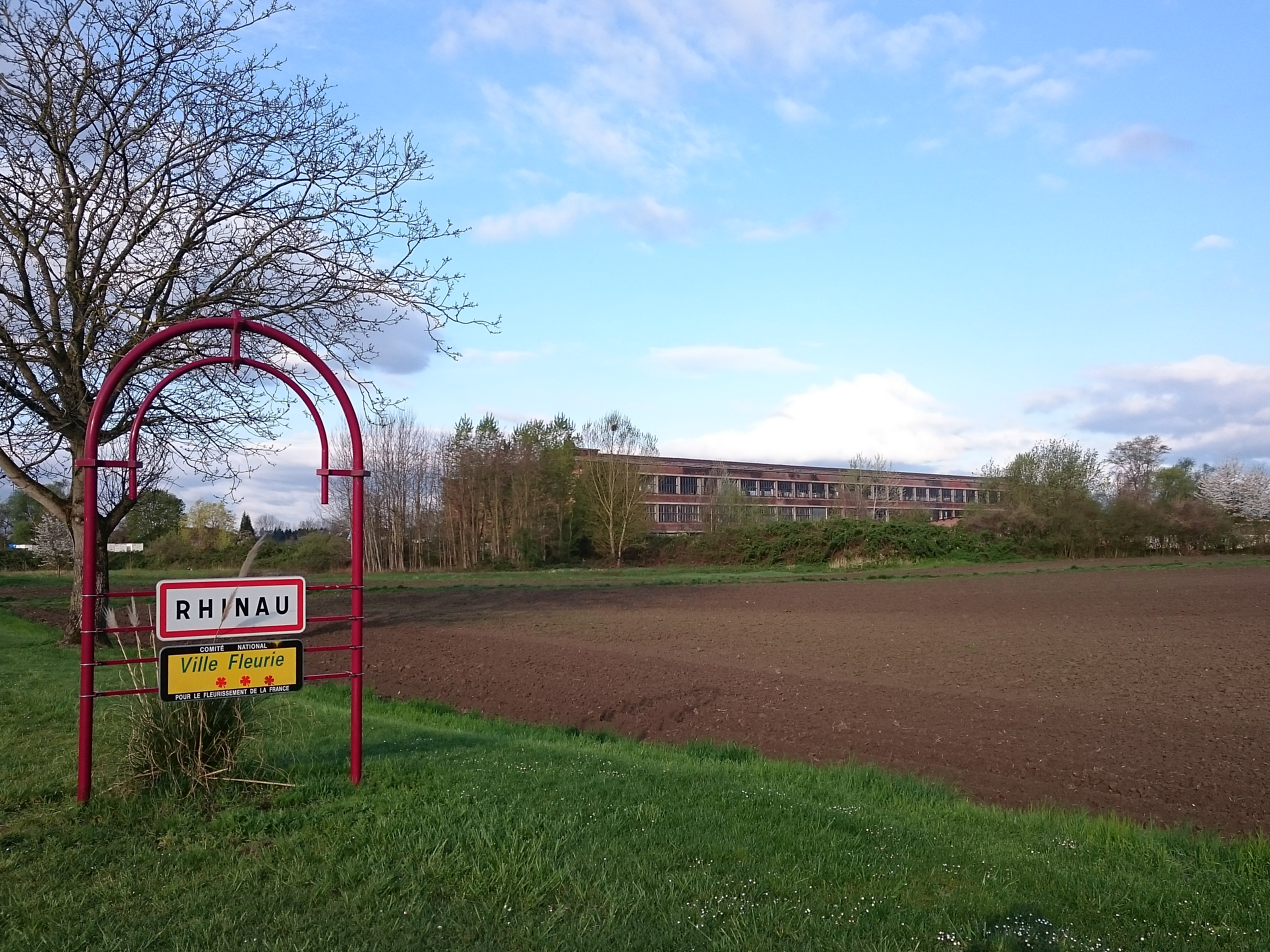
На въезде в коммуну, вид на фабрику со стороны коммуны Добенсанд
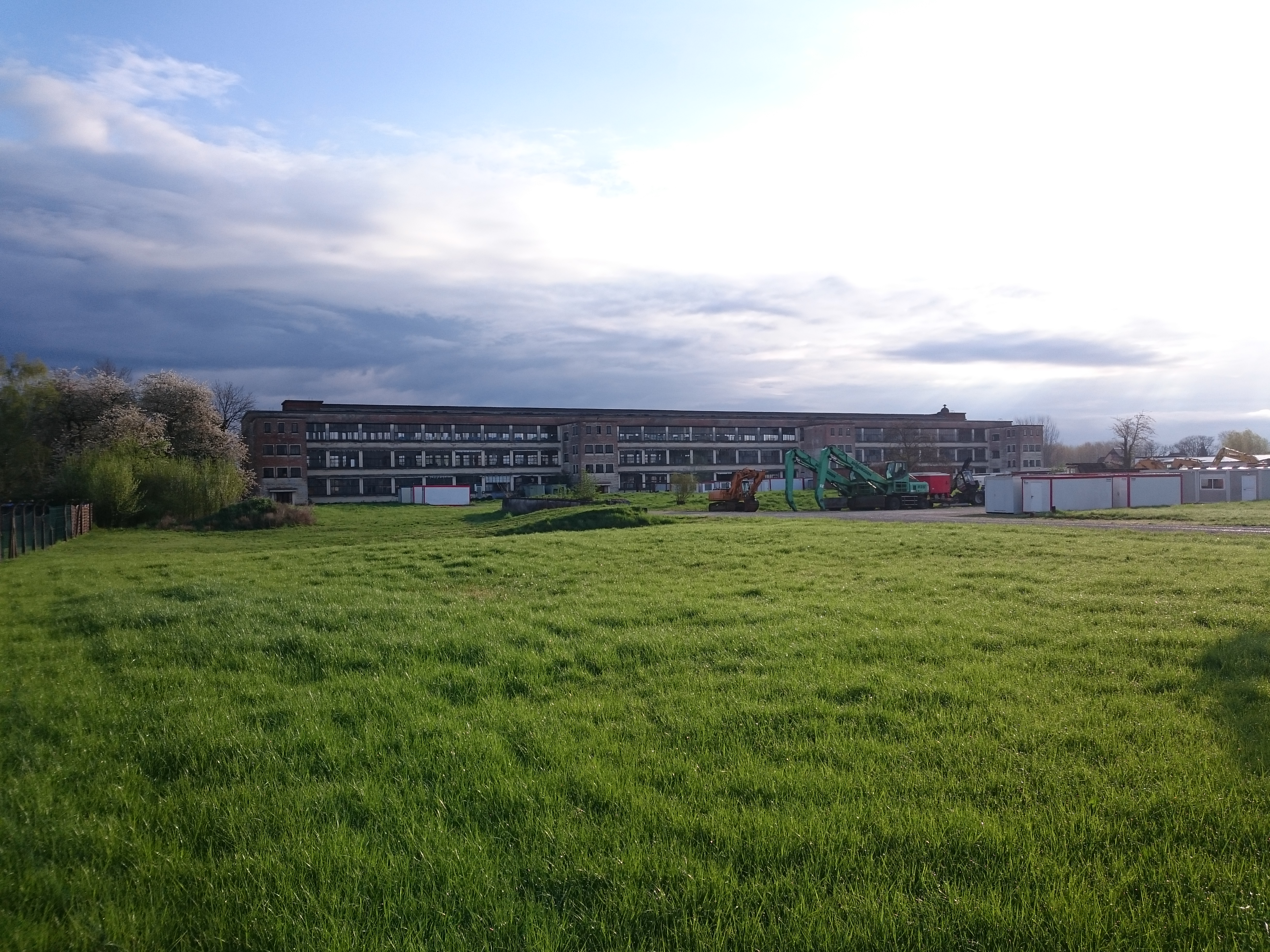
Вид на текстильную фабрику со стороны коммуны Боофзайм
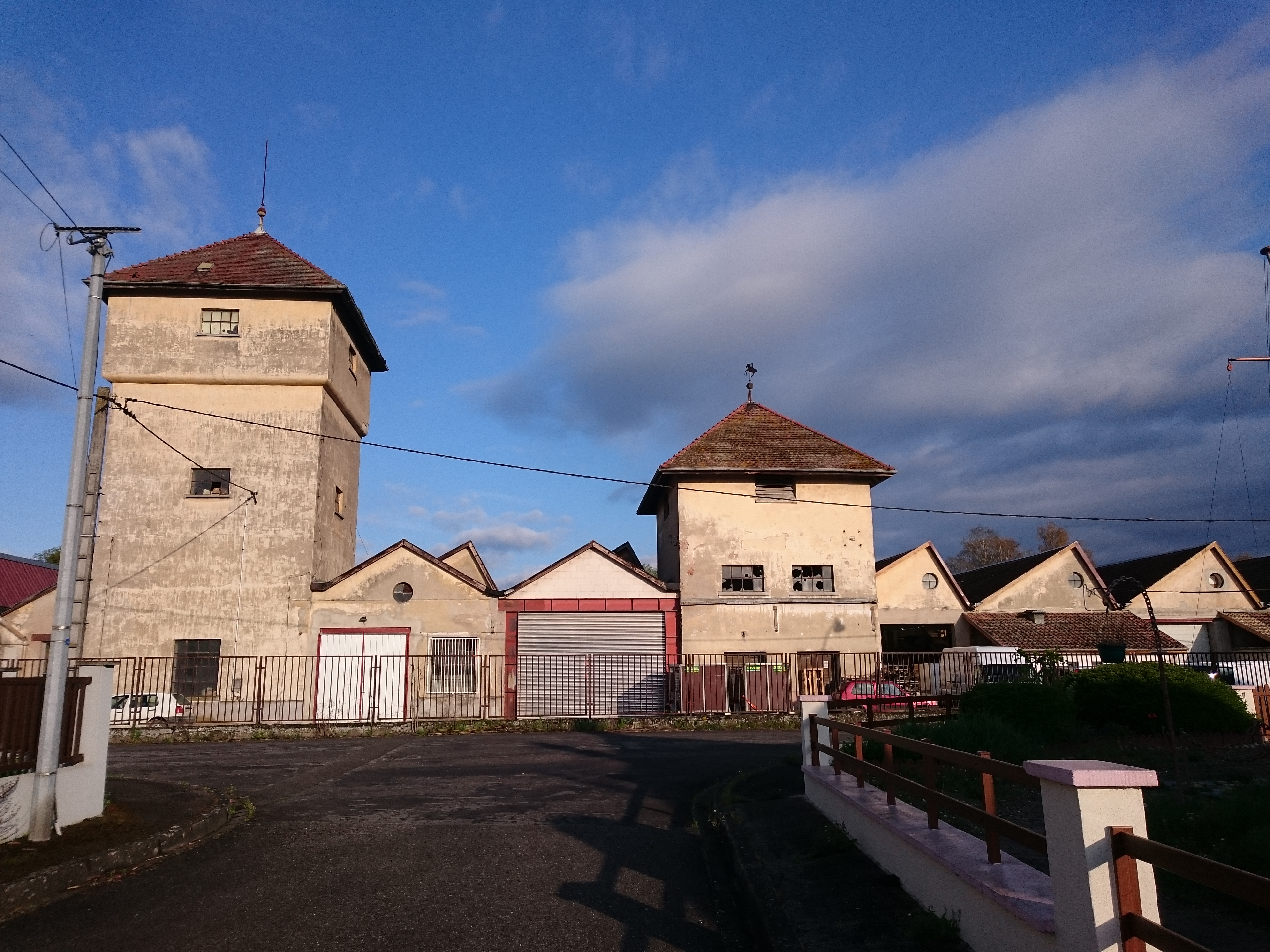
Въезд на текстильную фабрику
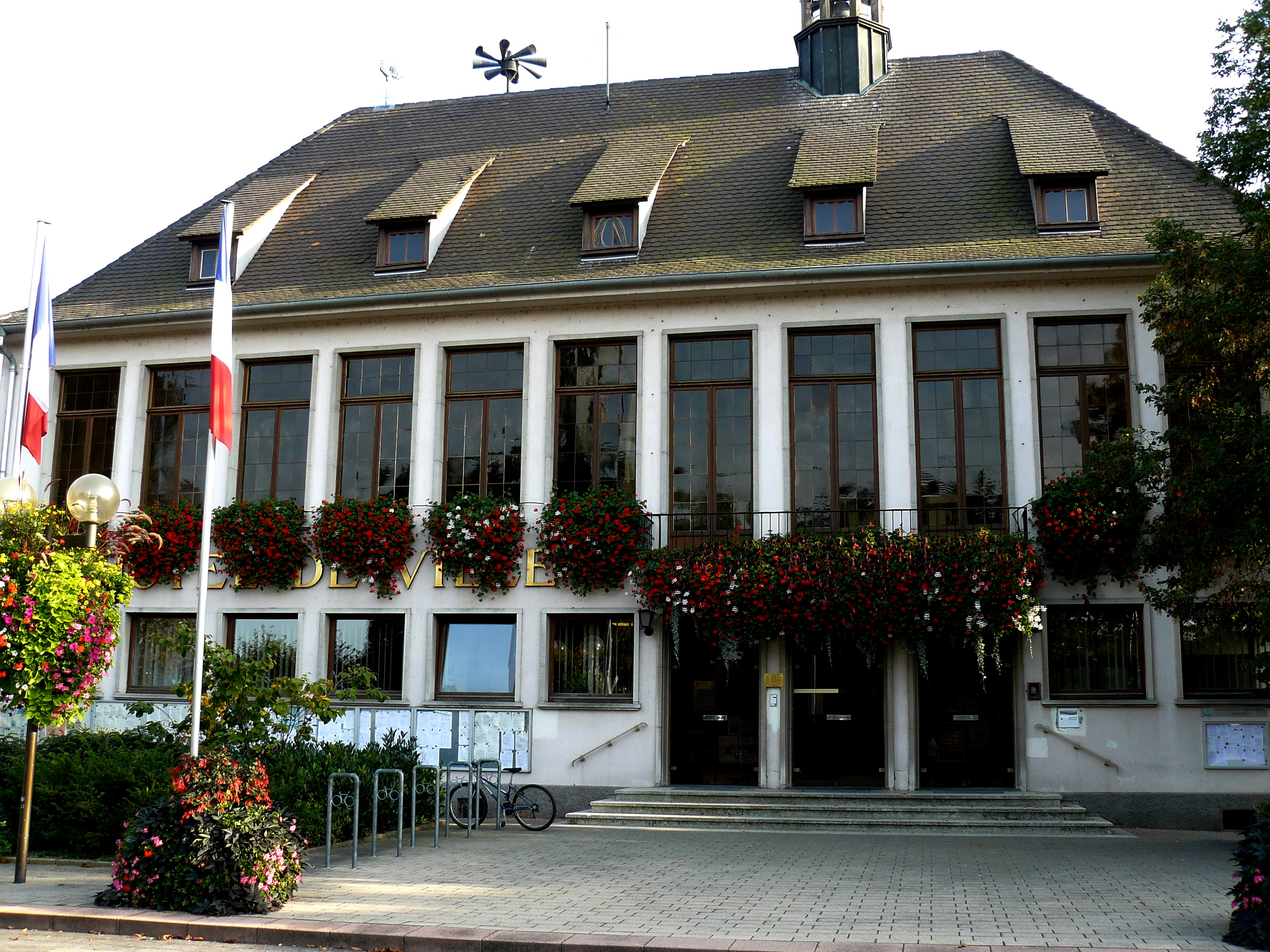
Здание мэрии
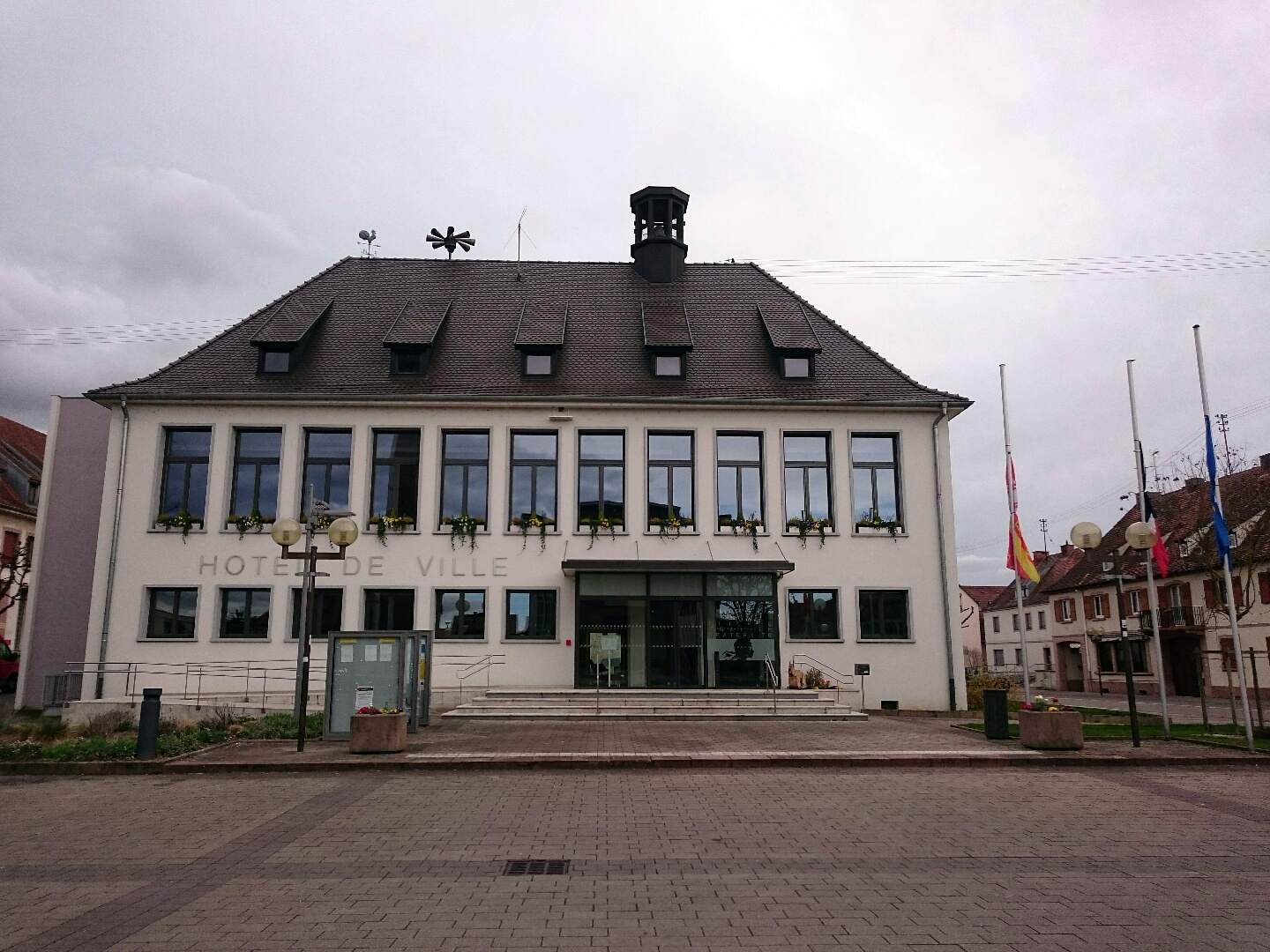
Здание мэрии (после ремонта)
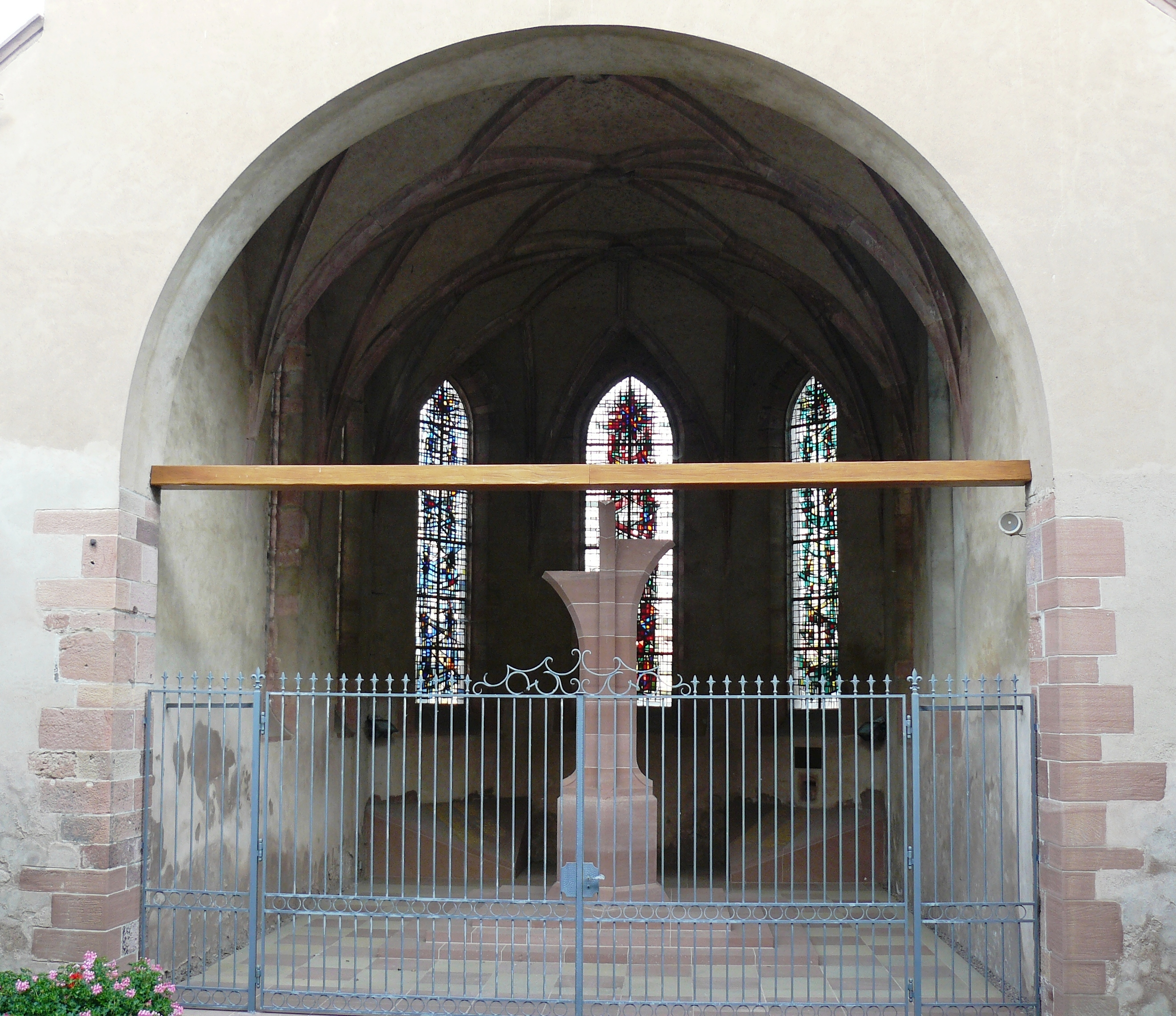
Алтарь старой церкви, разрушенной в ходе боевых действий (декабрь, 1944)
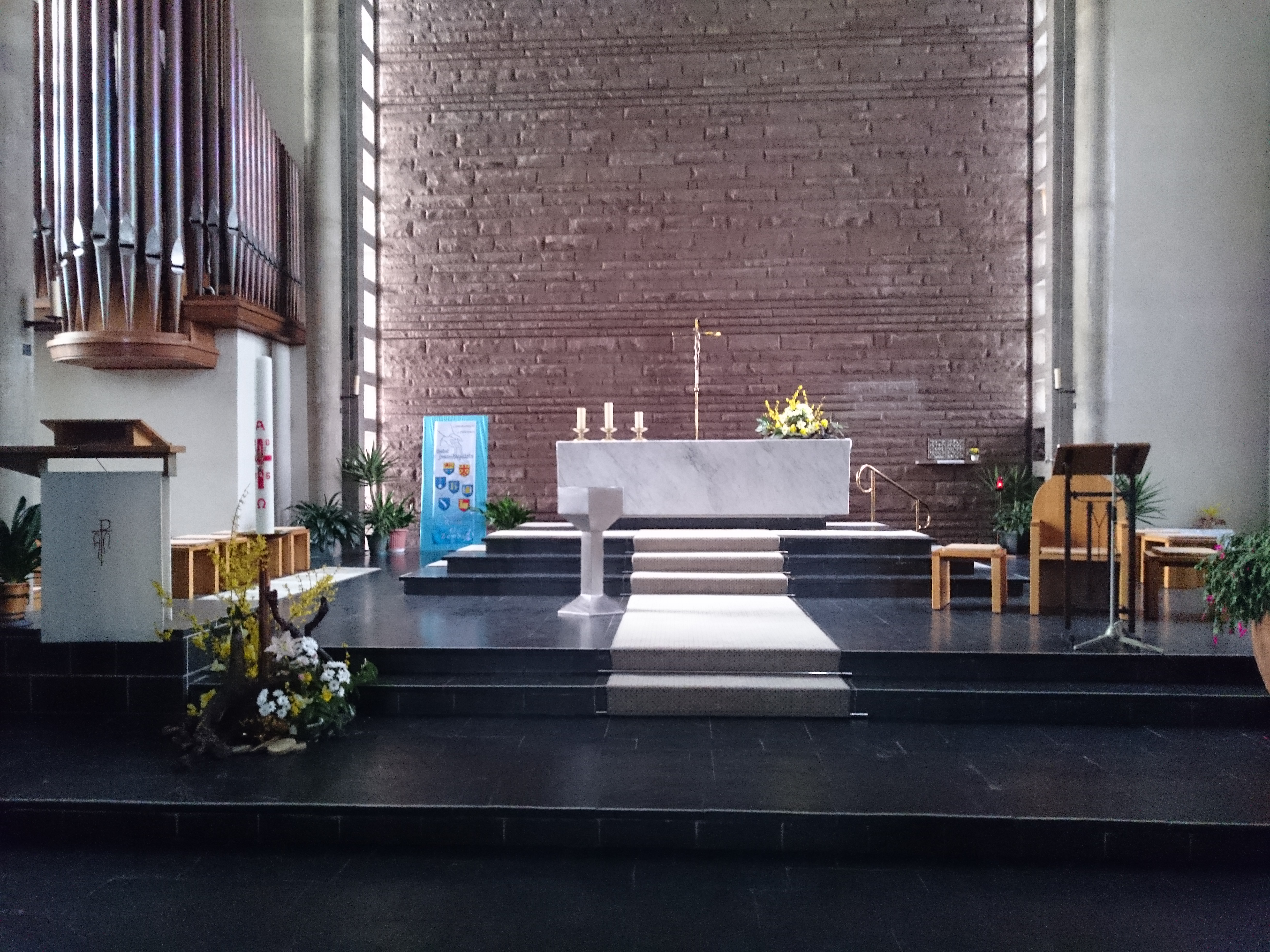
Интерьер церкви Сен-Мишель, вид на алтарь
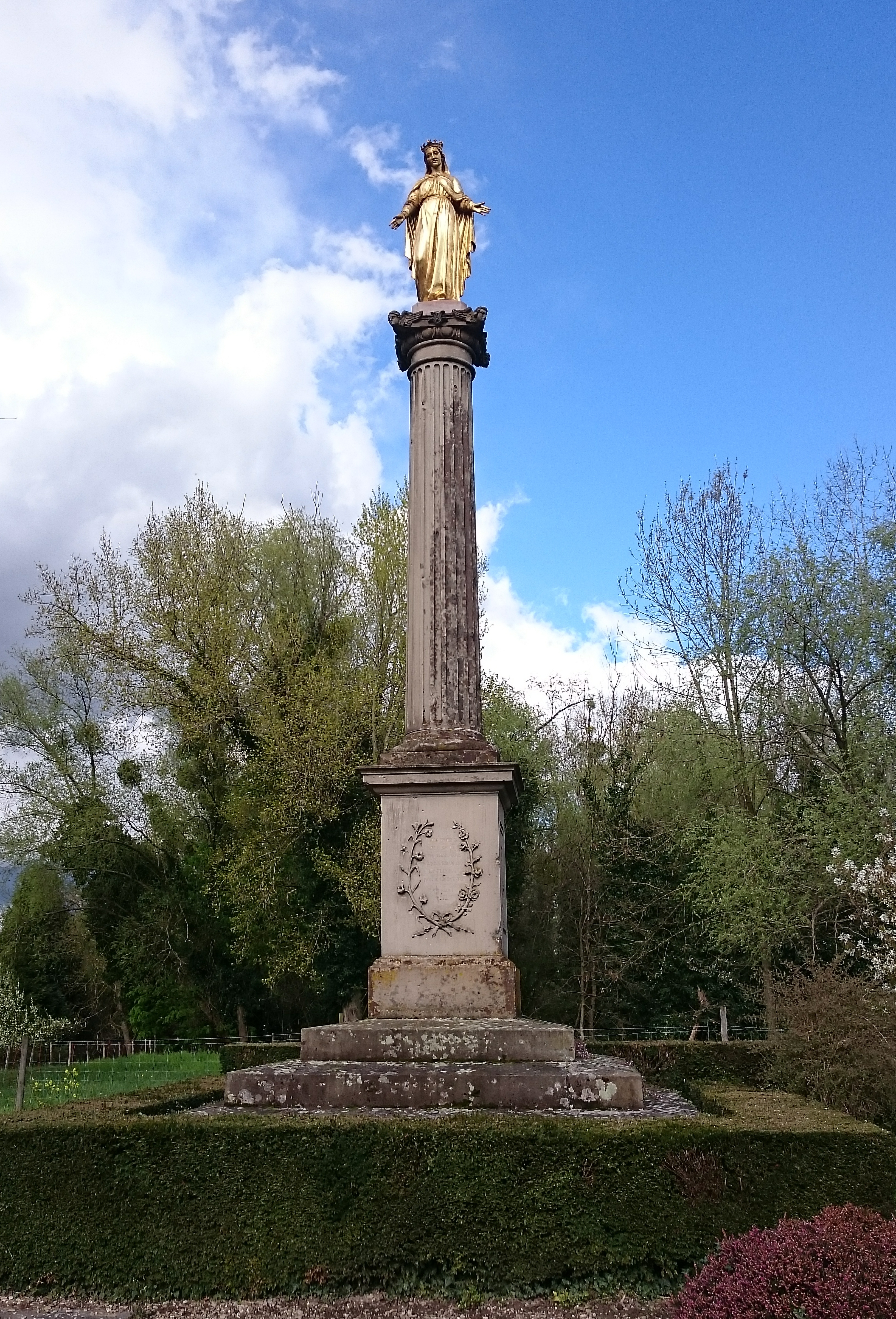
Колонна деве
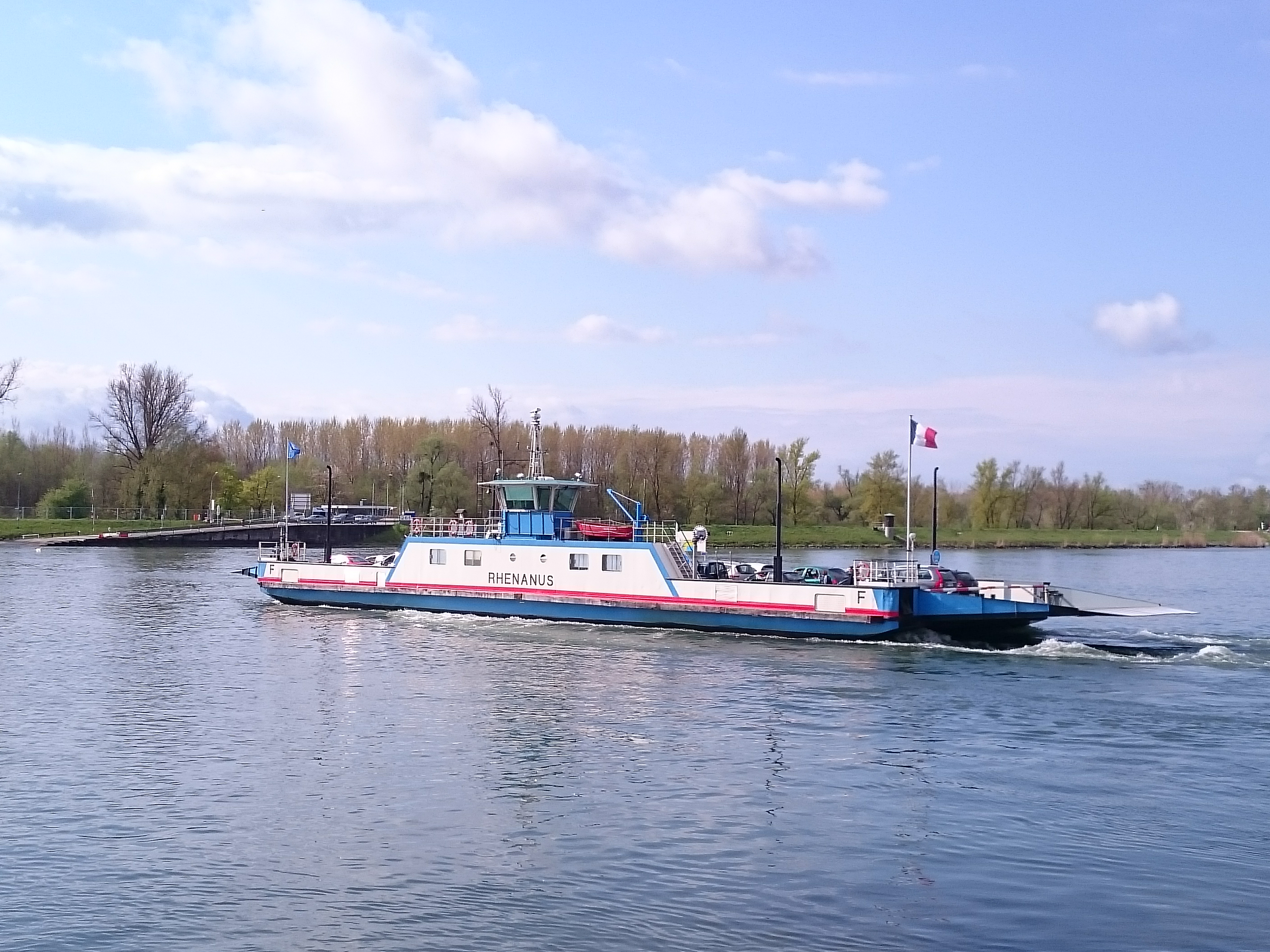
Судно, отправляющееся к берегам Германии
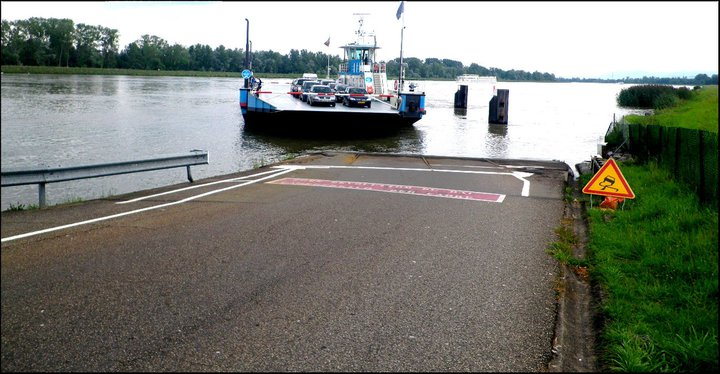
Судно, отправляющееся к берегам Германии
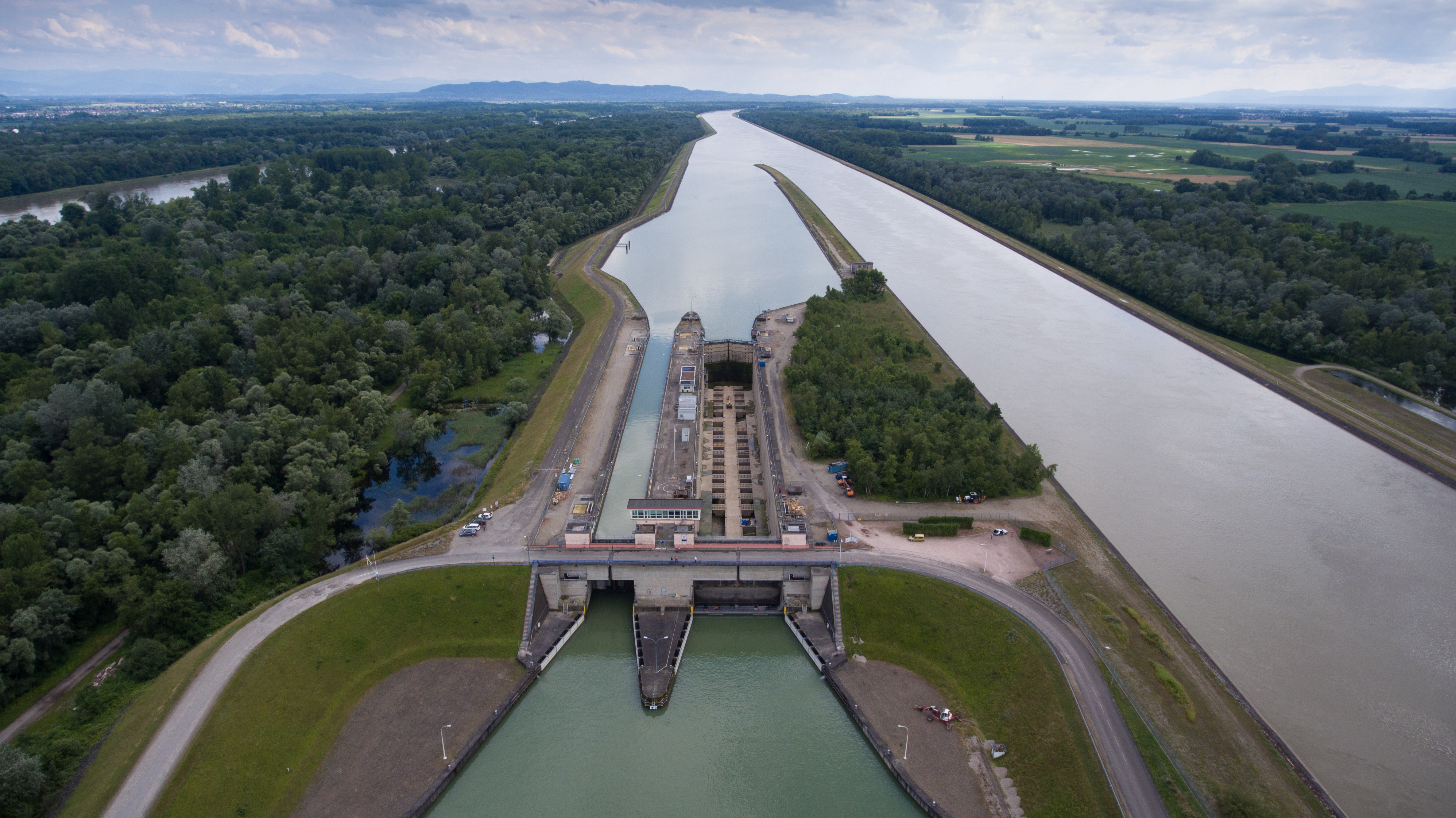
Шлюз Рино
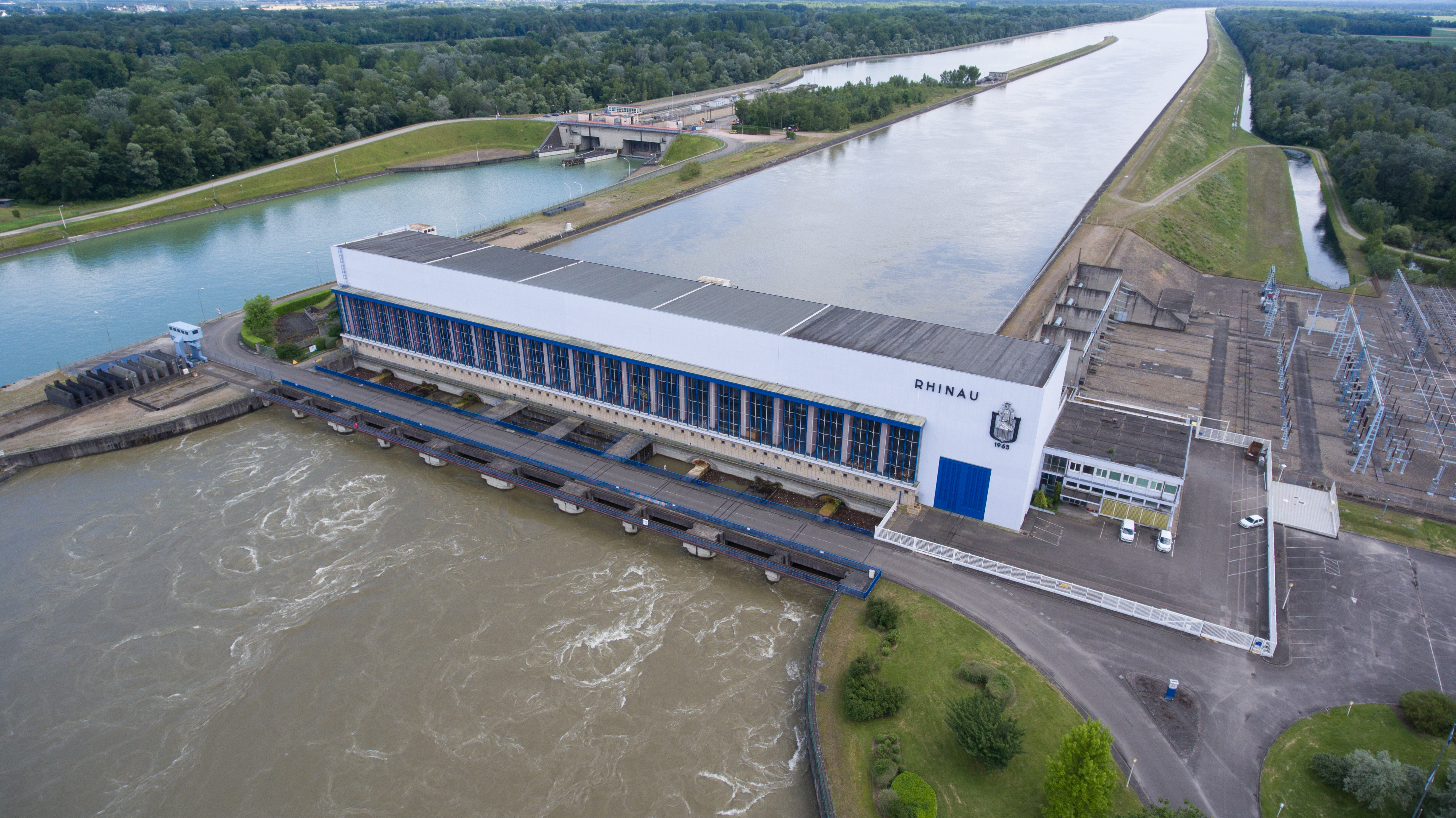
ГЭС Рино
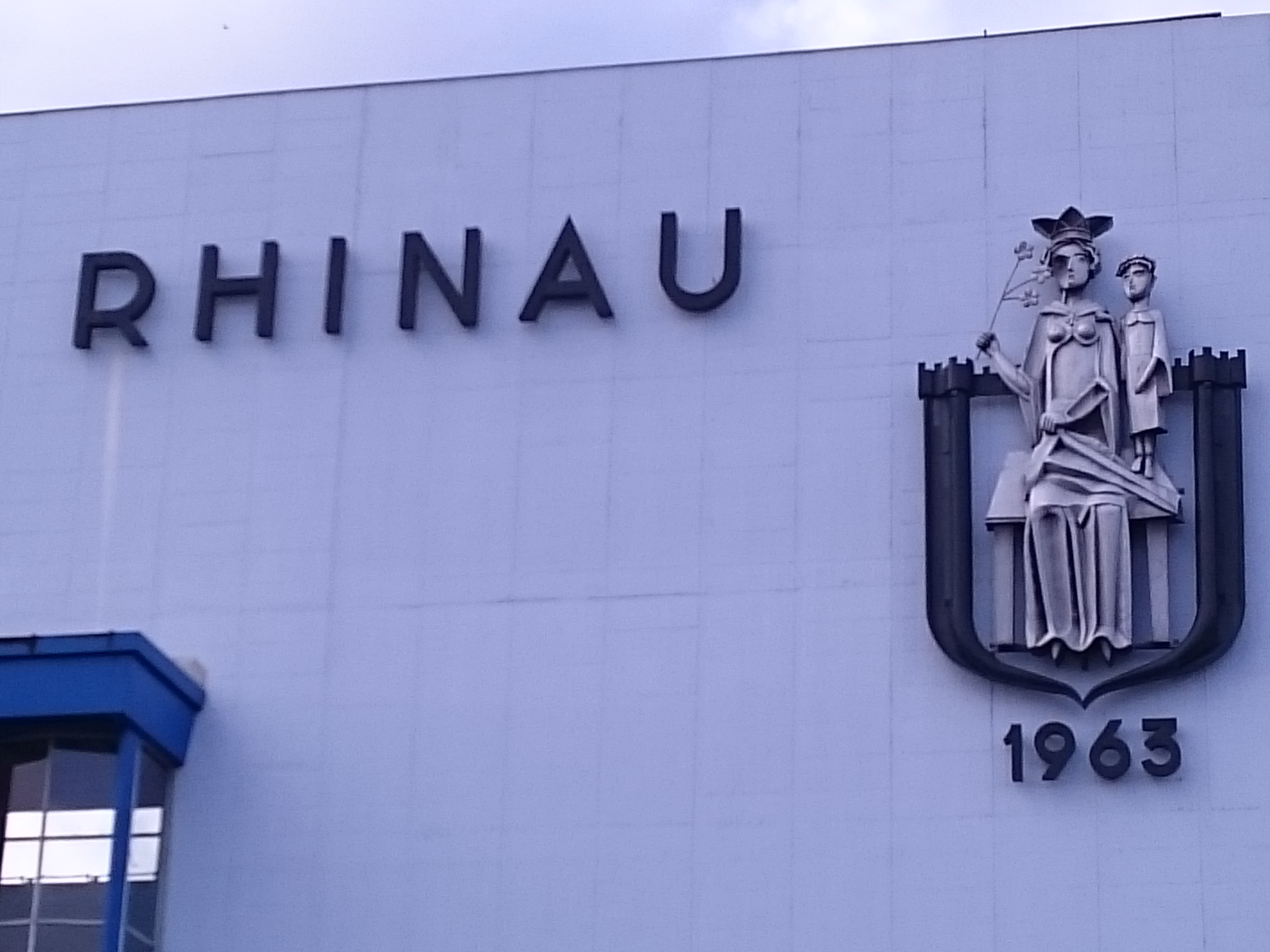
Надпись на ГЭС Рино